# Biagio De Giovanni
Biagio De Giovanni (ur. 21 grudnia 1931 w Neapolu) – włoski filozof, nauczyciel akademicki i polityk, poseł do Parlamentu Europejskiego III i IV kadencji.

## Życiorys
Absolwent filozofii prawa na Uniwersytecie Neapolitańskim im. Fryderyka II. Pracował jako nauczyciel akademicki na Uniwersytecie im. Aldo Moro w Bari, później związany zawodowo z Università degli Studi di Napoli „L'Orientale”, pełnił funkcję rektora tej uczelni. Autor publikacji książkowych z zakresu filozofii i politologii.
Był działaczem Włoskiej Partii Komunistycznej, a po kolejnych przemianach partyjnych w latach 90. działał w Demokratycznej Partii Lewicy i Demokratach Lewicy. W latach 1989–1999 przez dwie kadencje sprawował mandat eurodeputowanego. Pełnił m.in. funkcję przewodniczącego Komisji ds. Instytucjonalnych.